# 艾爾帕布
艾爾帕布（Elbaph），是尾田榮一郎的動漫作品ONE PIECE中虛構的島嶼。名字最早在小花園篇被提及，是魯夫和騙人布嚮往的目的地。初次登場在圓蛋糕島篇中夏洛特·莉莉的回憶之中。

## 創作概念
取自維京時代的斯堪地那維亞、北歐各國和北歐神話裡眾神所在之地阿斯加德和世界樹。

## 島嶼概要
艾爾帕布位是於新世界的一個巨人國家，正式名稱為艾爾帕布島（Elbaph Island），內有「Warland Kingdom（War Lands，戰爭之地）」，但這個國家通常被統稱為「艾爾帕布」，由於其擁有強大的戰士，以「世界第一強國」聞名全世界。是尊崇戰士與戰鬥的巨人族，對勁敵也表示敬意和禮儀，信奉艾爾帕布神。
建造於世界最堅固的樹木「寶樹亞當」之上，由於「寶樹亞當」的關係，艾爾帕布可以分為三個不同的區域：下層「冥界」、中層「陽界」、上層「天界」。而島上又分為王族居住的城堡區域以及一般民眾居住的郊外。
前四皇之一的夏洛特·莉莉於63年前居住此處期間，因為貪吃症病發而造成巨人族傷亡。同為巨人族但並非艾爾帕布出身的原海軍中將哈古瓦爾·D·薩烏羅曾批評艾爾帕布是野蠻民族。

## 人物

### 天界
艾爾帕布的上層，也是位於寶樹亞當最高的樹枝上，目前劇中僅提及過。

### 陽界
艾爾帕布的中層，是一個陽光明媚的世界。這裡是巨人們主要居住的村落。

#### 奧爾斯托城堡
哈拉爾德（Harald）
艾爾帕布的國王，也是歷史上最偉大的王。把自己作為古代巨人族血統象徵的角折斷。在十四年前被一眾士兵殺害。
哈爾汀
艾爾帕布的王子，洛基同父異母的哥哥，母親是其他國家的巨人族。新巨兵海賊團船長。
洛基
艾爾帕布的王子，哈爾汀同父異母的弟弟。通稱「被詛咒的王子」和「艾爾帕布之恥」。

#### 西之村
亞爾爾（Jarl）
聲優：佐藤正治（日本）；符爽（台灣）
年齡：345歲（63年前）→408歲（第二部），生日：12月8日，身高：2050cm，星座：射手座，血型：F型，出身地：偉大的航路「艾爾帕布」，喜歡的食物：戰場近海的巨大魚類、蘭姆酒。
前巨兵海賊團船長。世界最高齡的戰士，外號「山鬍子」亞爾爾（Mountain Beard Jarul），特徵是粗曠的臉孔和濃密的長鬍子，笑聲是「波加加加」。
親眼目擊尤爾爾被夏洛特·莉莉擊倒並重傷死亡的情景，命令卡爾梅露搬遷離開艾爾帕布。
在十四年前與洛基回城時，親眼目睹哈拉爾德被殺的一幕。
尤爾爾（Jorl）
聲優：田中亮一（日本）；孫中台（台灣）
年齡：享年344歲（63年前），生日：12月4日，身高：2150cm，星座：射手座，血型：F型，出身地：偉大的航路「艾爾帕布」，喜歡的食物：海王類的肉、蘭姆酒。
前巨兵海賊團船長。世界最高齡的戰士，外號「瀑鬍子」尤爾爾（Waterfall Beard Jorul），特徵是猶如瀑布般的長鬍子。
試圖處決因「貪吃症」發作而摧毀艾爾帕布的夏洛特·莉莉，但反被對方擊倒，最終重傷死亡。
萊汀（Raideen）
聲優：小山剛志（日本）；宋克軍（台灣）
生日：11月14日。
前巨兵海賊團船員。哈爾汀的師傅，鍛鍊著年幼的哈爾汀，希望他有朝一日能夠復興「巨兵海賊團」。
形象参考自北欧神话里的战神提尔和丰饶之神弗雷，名字取自于北欧神话里炎火巨人史尔特尔所持有的剑雷瓦汀。
艾利（Eiri）
63年前居於艾爾帕布的巨人族的小男孩。時常跟葛德來「羔羊之家」的孩子玩耍，曾被夏洛特·莉莉打到全身骨折，僅僅是因為出於善意想替他拍掉身上的蚊子。

##### 巨兵海賊團
由艾爾帕布出身的巨人所構成的海賊團。100年前在小花園島解散，在船長回到艾爾帕布後又重新團聚。
東利、布洛基
巨兵海賊團船長。
歐伊摩、卡西
巨兵海賊團船員。

##### 新巨兵海賊團
船長為哈爾汀，成員共5名，由巨人族組成，曾為海賊派遣公司「巴其速遞」的S級傭兵兼頭牌。
哈爾汀
新巨兵海賊團船長。
葛德
新巨兵海賊團船醫。
斯坦森
新巨兵海賊團船匠。
羅德
新巨兵海賊團航海士。
戈柏
新巨兵海賊團廚師。

#### 海象學校

##### 教師
奇巴（Kiba）
海象學校校長，前巨兵海賊團船員。
哈古瓦爾·D·薩烏羅（Jaguar D. Saul）
聲優：草尾毅（日本）；符爽（台灣）
年齡：105歲(22年前)→127歲(第二部)，生日：3月6日，身高：1950cm，星座：雙魚座，血型：F型，出身地：南海，喜歡的食物：烤全鯨魚
原海軍本部中將（叛逃）→ 海象學校歷史教師兼貓頭鷹圖書館館員。
巨人族，也是D之一族，臉龐被橙色的鬍子團團圍住，頭戴牛仔帽，說話時語尾會加一句，獨特笑聲為「跌雷嘻」，與當時的青雉是老交情。
曾多次參與捕捉探查歷史船隻的行動，眼見手無寸鐵的歷史學者被海軍趕盡殺絕，開始質疑海軍行動的動機，20年前薩烏羅的部下們擊沉了一艘來自歐哈拉的探索船隻，並逮捕了船上唯一的倖存者妮可·歐爾比亞（羅賓的母親）。其後接到戰國的機密指令，要他參與剿滅歐哈拉的非常召集；薩烏羅要求戰國提出歷史學者的犯罪證據，卻被拒絕；遂自行向囚禁中的歐爾比亞瞭解真相。
薩烏羅認為自己不可以再抱持疑慮的態度留在海軍，他要依循自己心中的「正義」行動，於是便帶著歐爾比亞一起逃跑，並護送她回故鄉通風報訊。其後薩烏羅輾轉飄流到了歐哈拉，偶然間與歐爾比亞的女兒妮可·羅賓建立深厚友誼，因為他開朗愛笑的個性，後來的羅賓也被他所影響，變的很喜歡笑。歐哈拉的「非常召集」爆發時，為保護羅賓不惜與海軍為敵，以自身的怪力破壞多艘海軍戰艦，卻被青雉以「冰凍時光膠囊」封住行動。臨別時囑咐羅賓：「任何人出生在這世上都絕對不會孤單，妳一定會找到願意保護自己的伙伴」，並以「痛苦時也要繼續笑」這句話鼓勵她努力生存下去。
被青雉的「冰河時代」冰封後，因為歐哈拉的大火融化冰層；順利逃了出來，但全身受到大火燒傷，便隱姓埋名過日子。歐哈拉事件後瞞著世界政府率領巨人族們打撈湖中學者捨命保留下來的文獻帶往艾爾帕布，而後貝卡帕庫前往有與他討教有關空白歷史的問題。20年前，薩烏羅受國王哈拉爾德之托創辦海象學校，並擔任歷史老師。
安潔（Ange）
海象學校國語教師兼貓頭鷹圖書館館員，薩烏羅的助手。
雷普利（Ripley）
年齡：80歲（換算一般人類約27歳）。
海象學校生物教師。艾爾帕布戰士。其伴侶為斯巴克·賈巴，是科倫的母親。
布雷德（Blade）
海象學校數學教師。
沃爾夫（Wolf）
海象學校體育教師。

##### 學生
科倫（Colon）
聲優：關根有咲（日本）；連婉鈞（台灣）
年齡：20歲（換算一般人類約7歳）。
人類和巨人族的混血巨人族小男孩，父親是人類斯克巴·賈巴，母親是巨人族雷普利。一頭凌亂的粉髮，瀏海遮住右眼，長著雀斑，很突出的圓鼻子。
在紅髮海賊團於艾爾帕布短暫逗留時，請求傑克帶他出海。為了解救被神領騎士團綁架的九名孩童與部分草帽海賊團前往出擊，但被軍子一人制伏，成為第十名被綁架的孩童。
伊爾法（Ylva）
海象學校學生。亞爾爾的玄孫。反對暴力。被神領騎士團綁架的九名孩童之一。
艾基爾（Aegir）
海象學校學生。
斯卡爾蒂（Skaldi）
海象學校學生。被神領騎士團綁架的九名孩童之一。
歐拉布（Olav）
海象學校學生。歐伊摩的孫子。被神領騎士團綁架的九名孩童之一。
卡琳（Karin）
海象學校學生。被神領騎士團綁架的九名孩童之一。
瑪格（Mag）
海象學校學生。被神領騎士團綁架的九名孩童之一。
羅妮亞（Ronja）
海象學校學生。被神領騎士團綁架的九名孩童之一。
本特（Bent）
海象學校學生。被神領騎士團綁架的九名孩童之一。
約漢娜（Johanna）
海象學校學生。被神領騎士團綁架的九名孩童之一。
比約倫（Bjorn）
海象學校學生。被神領騎士團綁架的九名孩童之一。

#### 貓頭鷹圖書館
比布洛（Biblo）
貓頭鷹。貓頭鷹圖書館館長，負責監督裡面的一切，並保存巨大的書籍。超人系「育育果實」能力者。

#### 其他居民（人類）
斯克巴·賈巴（Scopper Gaban）
聲優：森川智之（日本）；符爽（台灣）
霸氣：見聞色、武裝色、霸王色。
原羅傑海賊團船員，別名「山噬」、「海賊王的左手」、「山爺」（艾爾帕布通稱）。
經常戴著一副圓形黑色墨鏡，留著黑色長髮，似乎有著很樂天的性格。武器為兩柄斧頭。
初次登場在巴其的回憶中，年輕時期的賈巴與其他海賊開打。38年前，參與過諸神峽谷事件。27年前，參與了艾特沃爾海戰。26年前，與白鬍子海賊團戰鬥，與雷利並肩作戰，在動畫版中新增與光月御田戰鬥的不分上下的場面。對於御田加入海賊團時一開始很不滿，隨著與御田相處後也逐漸接納御田。
羅傑海賊團解散後定居於艾爾帕布，與當地的女性巨人族雷普利成為伴侶。
名字取自銅（Copper）。

##### 羔羊之家
100年前卡爾梅露阻止政府處決巨兵海賊團殘黨後在艾爾巴夫建造的。
卡爾梅露（Carmel，加爾莫羅）
聲優：平野文（日本）；詹雅菁（台灣）
年齡：80歲（63年前/失蹤時），生日：12月21日，身高：185cm，星座：射手座，血型：S型，出身地：西海，喜歡的食物：羔羊肉，巧克力。
外號「卡爾梅露修女／聖母·卡爾梅露」，是個留著波浪長髮、菸不離口且笑容和藹的高齡修女，年輕時期（43歲時）則是位美人。為前任超人系「靈魂果實」能力者。真實身分是誘拐孩童並四處販賣，擁有50年犯罪經歷的人口販子，外號「山姥」。被「BIG MOM」夏洛特·莉莉視為畢生恩人。
100多年前，令世人畏懼的巨人海賊團「巨兵海賊團」因兩位首領忽然消失而銷聲匿跡，當時周遊世界的卡爾梅露意識到巨兵海賊團殘黨倘若被處決，將會招致巨人族起兵對人類復仇，遂出面成功說服海軍刀下留人，發願帶領所有人邁向所有種族都能攜手歡笑的世界，因而被世人稱為「聖母」；實際上她和海軍合謀的戲碼，由此使她得以潛入艾爾帕布，定期從她收留的孩童中提供優秀的人才給海軍或CP，欲藉著大賣賣慢慢讓自己從人口販賣脫身，現任海軍中將約翰·賈恩也是因為她的緣故而成為海軍首位巨人族士兵。
她於艾爾帕布創立不分種族身分、專門收容無處可歸的孩童的「羔羊之家」，進而和巨人族建立深厚友誼，實則藉此網羅受害孩童，從中挑選菁英人才販售給世界政府作為精英海軍或諜報人員。於羔羊之家成立的37年後收容被故鄉流放的夏洛特·莉莉，教導其和其他種族和睦相處。
莉莉因為「貪吃症」發作摧毀艾爾帕布並擊倒尤爾爾，修女用自己的靈魂平息了大火，事後帶著「羔羊之家」的孩童們離開艾爾帕布遷移至新土地（即後來萬國的圓蛋糕島）。她試圖將莉莉高價賣給世界政府，但還未談成交易便於莉莉6歲生日當天因不明原因失蹤，疑似連同其他羔羊之家的孩童被嚐到生日蛋糕且感動到熱淚滿盈的莉莉吃掉而死亡，「靈魂果實」的能力也移轉至莉莉的身上。
名字來源取自聖經聖地迦密山和加爾默羅聖衣會，外號取自于養育賴光四天王之一坂田金時的女妖怪山佬，形象取自于童话鬼婆婆。
夏洛特·莉莉（Charlotte Linlin）
天生體質異於常人的巨型人類兒童。5歲時被父母流放至艾爾帕布，後來被「聖母·卡爾梅露」收養。
羔羊之家的孩子們
被「聖母·卡爾梅露」收養，為夏洛特·莉莉的童年玩伴。於莉莉6歲生日當天因不明原因失蹤，疑似與卡爾梅露修女被莉莉吃掉而死亡。
小莫霍克（聲優：清都亞理沙（日本）；符爽→連婉鈞（台灣））
小貧困（聲優：廣津佑希子（日本）；連婉鈞→許淑嬪（台灣））
小面具（聲優：關根有咲（日本）；許淑嬪→連婉鈞（台灣））
小王子（聲優：今野宏美（日本）；連婉鈞→許淑嬪（台灣））
小貓熊（聲優：長久友紀（日本）；許淑嬪→詹雅菁（台灣））
小上吊眼（聲優：石橋桃（日本）；詹雅菁→許淑嬪（台灣））

### 冥界
艾爾帕布的下層，有著數座歷史悠久的聳立雪山，環境本身就是一座監獄和刑場，罪犯們被放逐在這裡。
洛基（Loki）
年齡：63歲。
艾爾帕布的正統王子，哈爾汀同父異母的弟弟，在夏洛特·莉莉登島的10個月後出生。被巨人族們稱呼「被詛咒的王子」和「艾爾帕布之恥」。自稱為「太陽神」以及將要「終結世界」的人。懸賞金額：26億貝里。
曾對蘿拉一見鍾情向其求婚，令不被巨人族喜歡的「BIG MOM」夏洛特·莉莉決定藉此聯姻試圖消弭和巨人族的隔閡以及取得艾爾帕布的軍事力量，但最終因為羅拉逃婚導致聯姻告吹，也讓「BIG MOM」放棄和巨人族結盟，轉而投入生物巨大化的技術研究。
在十四年前與亞爾爾回城時，看見父親被一眾士兵圍殺的景象，連艾爾帕布巨人族代代相傳的惡魔果實也不翼而飛，事後被當作殺害父親並奪取惡魔果實的大罪人被關押在下層「冥界」。更被視為「艾爾帕布之恥」。
名字由來取自北歐神話神祇火神或邪神洛基。

#### 海岸酒館
馬托（Mato）
聲優：鶴田真希（日本）；許淑嬪（台灣）
冥界的海岸酒館老闆娘。